# Hennadij Szmuryhin
Hennadij Pawłowycz Szmuryhin, ukr. Геннадій Павлович Шмуригін, ros. Геннадий Павлович Шмурыгин, Giennadij Pawłowicz Szmurygin (ur. 18 sierpnia 1946 w mieście Niżny Tagił, w obwodzie swierdłowskim, Rosyjska FSRR) – ukraiński piłkarz pochodzenia rosyjskiego, grający na pozycji obrońcy, trener piłkarski.

## Kariera piłkarska
Jeszcze w dzieciństwie jego rodzina przeniosła się do Dnieprodzierżyńska. W 1964 rozpoczął karierę piłkarską w klubie Dniproweć Dnieprodzierżyńsk. Potem występował w wojskowej drużynie Iskra Smoleńsk. W 1968 powrócił do rodzimego klubu, który już nazywał się Prometej Dnieprodzierżyńsk. W 1972 bronił barw zespołu Awanhard Wilnohirsk. W 1973 przeszedł do Stal Orzeł. W 1974 zakończył karierę piłkarza w kazachskim klubie Jenbek Żezkazgan.

## Kariera trenerska
Karierę szkoleniowca rozpoczął po zakończeniu kariery piłkarza. Najpierw pomagał trenować Metałurh Dnieprodzierżyńsk. Od września do końca 1988 stał na czele dnieprodzierżyńskiego klubu. Potem przez wiele lat szkolił dzieci w Szkole Sportowej Dnipro.

## Sukcesy i odznaczenia

### Sukcesy trenerskie
Metałurh Dnieprodzierżyńsk
- mistrz Ukraińskiej SRR wśród amatorów: 1978[4]